# Orion Airways (1956)
Orion Airways (im Außenauftritt verkürzt Orion) war eine kurzlebige britische Charterfluggesellschaft, die ihren Betrieb im Jahr 1960 eingestellt hat.

## Geschichte
Orion Airways wurde am 26. Januar 1956 von Peter E. Palmer, einem ehemaligen Piloten der Royal Air Force, gegründet. Anfänglich war die Gesellschaft auf dem Flughafen Blackbushe beheimatet. Die Betriebsaufnahme erfolgte am 9. August 1957 mit einer Vickers Viking (Luftfahrzeugkennzeichen G-AHOS, Taufname: Sirius). Die Gesellschaft führte nationale und internationale Charterflüge (Ad-hoc-Charter und IT-Charter) sowie Auftragsdienste für verschiedene britische Fluggesellschaften (Sub-Charter) durch. Im Sommer 1958 besaß die Gesellschaft ein Flugzeug und beschäftigte fünf Piloten sowie 13 weitere Mitarbeiter. Im April 1959 erwarb das Unternehmen eine weitere Maschine des Typs Vickers Viking (G-APAT). Am Jahresende 1959 waren einschließlich der im Juli 1959 gekauften Viking G-AGRS drei Maschinen im Einsatz.
Orion Airways setzte sich gemeinsam mit den in Blackbushe ansässigen Fluggesellschaften gegen die Schließung des Flughafens ein, die am 31. Mai 1960 erfolgte. Am 1. Juni 1960 verlegte das Unternehmen den Flugbetrieb und den Geschäftssitz zunächst auf den Flughafen London-Gatwick. Langfristig sollte der Flughafen Coventry, der sich zu dieser Zeit noch im Ausbau befand, als Heimatflughafen genutzt werden. In Coventry besaß Orion Airways bereits seit 1957 einen Hangar, in dem die Flugzeuge des Unternehmens gewartet und repariert wurden.
Im September 1960 beantragte die Gesellschaft Linienflugrechte für von London-Gatwick ausgehende Routen nach Le Touquet, Frankfurt und München. Die Aufnahme des Linienflugverkehrs sollte am 1. Januar 1961 erfolgen.
Am 7. November 1960 stellte Orion Airways den Betrieb aus wirtschaftlichen Gründen ein und wurde im Anschluss liquidiert. Die zwei verbliebenen Vikings wurden in die Flotte von Air Safaris aufgenommen.

## Flotte
- Vickers Viking